# Туломи
Туломи — река в Хабаровском крае России, крупный правый приток реки Хор. Истоки находятся на восточном склоне горы Арса (1047,8 м), на высоте около 780 м. Течёт на юг и впадает справа в среднее течение Хора в 13 км выше по течению от посёлка Среднехорский, на урезе примерно 200 м над уровнем моря. По водоразделам граничит с бассейнами соседних притоков Хора — Були и Коломи, а также на севере с бассейном реки Немта. Длина — 26 км. Площадь бассейна — 221 км².
Гидрологическая характеристика в приустьевой части: ширина 11 м, глубина 0,8 м, каменистый грунт, скорость течения 0,7 м/с. Долина в нижнем и среднем течении местами заболочена.
Рельеф на территории бассейна Туломи среднегорный, интенсивно расчленённый. Долины рек узкие, V-образные, и лишь в низовьях трапециевидные. Склоны крутые, гребни водоразделов узкие. Лишь местами, по водоразделам с рек Були и Немта встречаются куполообразные вершины и относительно широкие водораздельные хребты. Абсолютные высоты нескольких вершин превышают 1000 м.
Территория водосбора покрыта смешанным и, частично, широколиственным лесом. Залесённость относительно высока.
Через бассейн Туломи проходят грунтовые лесовозные дороги. Лесовозные усы проложены по всем крупным притокам. За пределы речного бассейна дороги проходят через три перевала.

## Притоки
Основные притоки снизу вверх:
- Накта-Макчи — правый, 4-й км от устья
- Муоса-Кугда-Нини — левый, 8-й км
- Хулигчи — самый крупный. Правый, 10-й км
- Алса-Джавани — левый, 12-й км.